# سرب طيور بيضاء (رواية)
سرب طيور بيضاء (باليابانية:千羽鶴) الترجمة الحرفية للرواية من اليابانية (طيور الكركي الألف) مؤلفها ياسوناري كواباتا الحائز على جائزة نوبل للأدب سنة1968، ترجمها للعربية بسام حجار.ونشرت سنة 1952و اعتبر النقاد هذه الرواية أفضل رواية في العام.

## أحداث الرواية
تدور أحداث رواية سرب طيور بيضاء لياسوناري كاواباتا حول الشاب كيكوجي الذي يجد نفسه غارقًا في شبكة من العلاقات العاطفية المعقدة بعد وفاة والده، الذي كان له تاريخ من العلاقات الغرامية مع نساء شاركن لاحقًا في حياة كيكوجي. من خلال لقاءاته مع السيدة أوتا وابنتها فوميكا، والسيدة كيكو، تنكشف أمامه طبقات من الحنين والذنب والتقاليد اليابانية، خاصة تلك المرتبطة بطقوس الشاي. تتطور الرواية بأسلوب شاعري تأملي، حيث تتداخل الذكريات مع الحاضر، ويواجه كيكوجي صراعات داخلية بين الرغبة والواجب، وبين الجمال الظاهري والانكسار النفسي، في سرد يعكس فلسفة كاواباتا الجمالية وتأملاته في الحب والموت

## شخصيات الرواية
- كيكوجي: الشخصية الرئيسية، شاب يعيش في ظل ذكريات والده الراحل، ويجد نفسه منجذبًا إلى نساء كنّ على علاقة بوالده، مما يثير داخله صراعًا بين الرغبة والواجب.
- السيدة أوتا: إحدى عشيقات والده، امرأة راقية وهادئة، تمثل الماضي والحنين، وتؤثر في كيكوجي بشكل عاطفي عميق.
- فوميكا: ابنة السيدة أوتا، تحمل مزيجًا من الغموض والبرود، وتدخل في علاقة مع كيكوجي تتسم بالتوتر والانجذاب غير المريح.
- السيدة كيكو: امرأة أخرى كانت على علاقة بوالده، تمثل الجانب الأكثر جرأة واندفاعًا في الرواية، وتثير في كيكوجي مشاعر متناقضة.

## اقتباسات من الرواية
"كانت الطيور البيضاء تحلق في السماء، كما لو أنها تحمل أحلامًا لا يمكن الوصول إليها." هذا التصوير الرمزي يجسد الحنين والرغبة في التحرر من قيود الماضي.
"في طقوس الشاي، لا يُشرب الشاي فقط، بل تُستحضر الأرواح وتُروى القصص التي لا تُقال." يعكس هذا الاقتباس أهمية التقاليد اليابانية كوسيلة للتواصل الروحي والوجداني.
"المرأة التي أحبها والدي، لم تكن مجرد ظل في حياته، بل كانت الضوء الذي كشف هشاشته." هنا يتجلى الصراع الداخلي للبطل كيكوجي بين الحب والرفض، وبين إرث الأب ومشاعره الخاصة.
"عندما تصمت الكلمات، تتحدث الطقوس بلغتها الخاصة." يُبرز هذا الاقتباس كيف أن التقاليد اليابانية، مثل طقوس الشاي، تحمل معاني تتجاوز التعبير اللفظي.
"كانت نظرتها تحمل شيئًا من الماضي، كأنها تبحث عن ظلٍ لم يعد موجودًا." تصوير شاعري للحزن والحنين الذي يطغى على العلاقات في الرواية.

"في حضرة الجمال، يشعر الإنسان بضعفه أكثر من قوته." يعكس هذا التأمل الفلسفي التوتر بين الجمال الخارجي والانكسار الداخلي، وهو من سمات أسلوب كاواباتا.

## أسلوب الرواية
تتميّز رواية سرب طيور بيضاء لياسوناري كاواباتا بأسلوب أدبي شاعري يتسم بالهدوء والتأمل، ويعكس فلسفة الكاتب الجمالية التي تمزج بين البساطة والعمق. يستخدم كاواباتا لغة رقيقة ومكثفة، تتخللها صور رمزية مستوحاة من التقاليد اليابانية، خاصة طقوس الشاي، لتجسيد التوترات النفسية والانفعالات الداخلية للشخصيات. ويعتمد السرد على الإيحاء أكثر من التصريح، مما يمنح النص طابعًا غنائيًا يعبّر عن الحنين والفقد والانكسار الإنساني، في إطار سردي يتداخل فيه الماضي بالحاضر، ويُبرز الصراع بين الروح والجسد، وبين الجمال الظاهري والهشاشة الداخلية

## الإستقبال
حظيت رواية سرب طيور بيضاء لياسوناري كاواباتا باستقبال نقدي إيجابي، حيث اعتُبرت من أبرز أعماله التي تجسّد فلسفته الجمالية وتأملاته في الحب والموت والتقاليد اليابانية. أشاد النقاد بأسلوبها الشاعري الهادئ، وباستخدامها الرمزية والتكثيف اللغوي في تصوير العلاقات الإنسانية المعقدة، خاصة من خلال طقوس الشاي التي تُستخدم كوسيلة للتعبير عن المشاعر المكبوتة. وقد ساهمت الرواية في ترسيخ مكانة كاواباتا كأحد رواد الأدب الياباني الحديث، واعتُبرت نموذجًا للأدب الذي يمزج بين البساطة والعمق، وبين الجمال الظاهري والانكسار الداخلي